# Pseudagrion kibalense
Pseudagrion kibalense är en trollsländeart som beskrevs av Cynthia Longfield 1959. Pseudagrion kibalense ingår i släktet Pseudagrion och familjen dammflicksländor. IUCN kategoriserar arten globalt som livskraftig. Inga underarter finns listade i Catalogue of Life.